# Hibernian FC
Hibernian FC is een Schotse voetbalclub uit de havenwijk Leith in Edinburgh. De club speelt in de Scottish Championship. De grote rivaal is Heart of Midlothian, dat eveneens afkomstig is uit Edinburgh. Hibernian vormt samen met clubs als Hearts, Aberdeen en Dundee United de subtop van het Schotse voetbal die volgt onder de topclubs Celtic en Rangers. De club speelt haar thuiswedstrijden op Easter Road.

## Geschiedenis

### Voorgeschiedenis

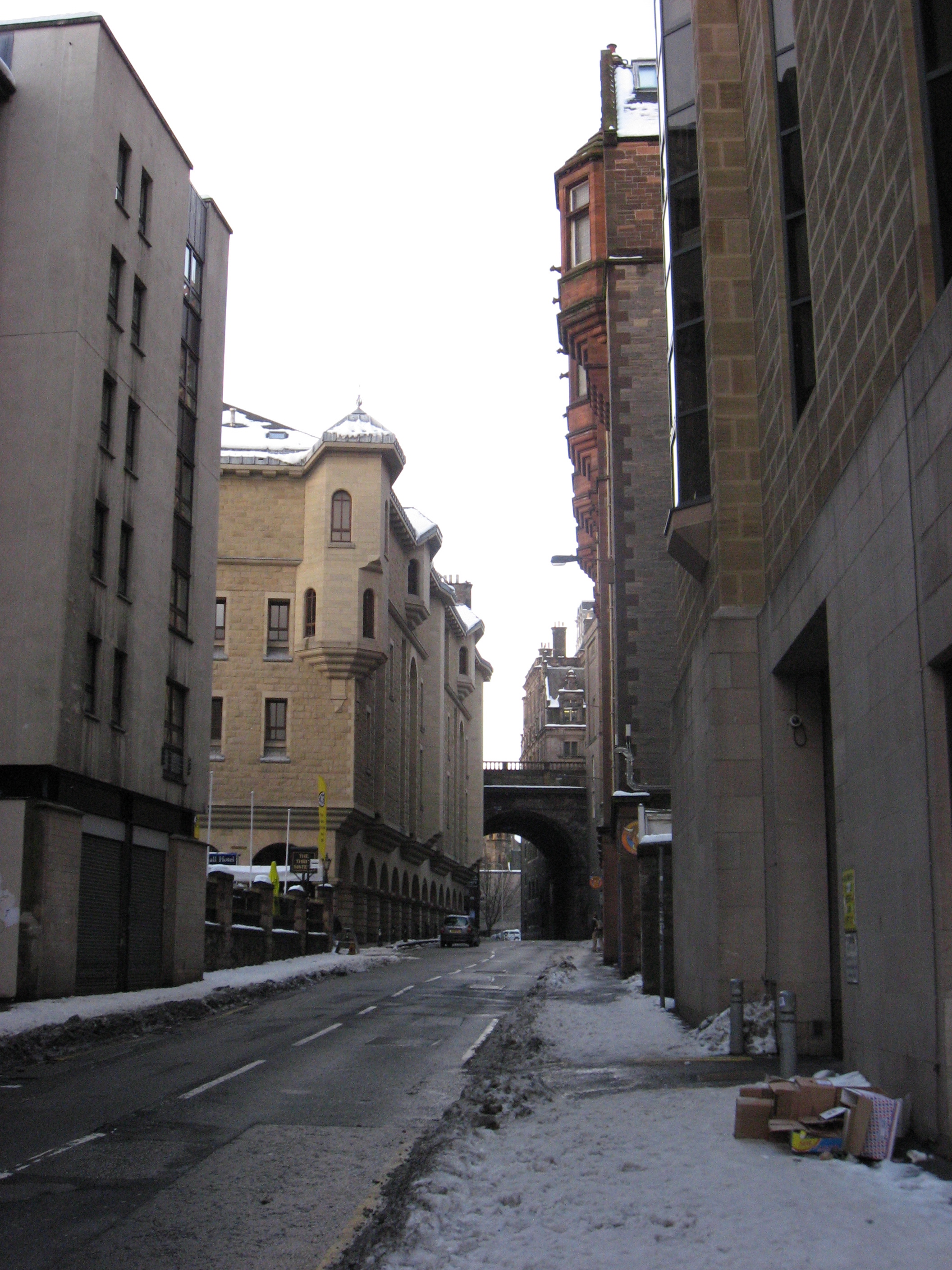
De Cowgate in 2010. Gate is oud-Schots voor 'straat'.

Gedurende de negentiende eeuw ontvluchtte een grote groep Ieren hun thuisland. Op de vlucht voor oppressie en hongersnood streken zij onder meer neer in Schotland. De meesten vestigden zich in het westen van het land, maar ook in Edinburgh ontstond een aanzienlijke Ierse gemeenschap. In 1841 woonden er 16.000 Ieren in Edinburgh, op een totale bevolking van 130.000. In 1855 was hun aantal al gestegen tot boven de 25.000. In het grotendeels protestantse Edinburgh was de voornamelijk katholieke Ierse gemeenschap niet enkel een etnische, maar ook een religieuze minderheid. De overgrote meerderheid van de Ierse immigranten streek neer in de oude binnenstad, in het gebied rond de Cowgate. Hier verbleven zij in armoedige omstandigheden. De helft van de families in het district verbleef in woningen die bestonden uit slechts één kamer. De buurt had te kampen met criminaliteit, hoge werkloosheid en excessief alcoholgebruik. In de tweede helft van de negentiende eeuw woonden er nog amper autochtone Schotten in het district dat in de volksmond bekend werd als Little Ireland. Het gebied ontwikkelde zich tot een soort getto en gold als een ‘no-go area’ voor de autoriteiten. De anti-Ierse sentimenten namen toe en de bewoners van Little Ireland kregen vaak te maken met discriminatie vanuit het Schotse bevolkingsdeel. Om aan de religieuze behoeften van de katholieke Ieren te voldoen wist de gemeenschap in 1856 beslag te leggen op een kerkgebouw aan de voet van de Cowgate dat zij doopten tot de St. Patrick’s Church. In 1865 richtte de jonge priester Edward Hannan een aan deze kerk verbonden tak van de CYMS (Catholic Young Men's Society) op. De CYMS was een organisatie met het doel om jonge katholieke mannen te verheffen door middel van educatie, gebed, sociale activiteiten en sport.

### Oprichting (1875)
In de jaren ’70 van de negentiende eeuw had de moderne voetbalsport zijn intrede gedaan in de Schotse hoofdstad. De jonge Ieren waren geïnteresseerd in het spel, maar werden vanwege hun religie niet toegelaten tot een van de bestaande verenigingen. Hierop kwam de in Ierland geboren Michael Whelahan op het idee om een eigen Ierse voetbalclub op te richten. Whelahan wendde zich met zijn idee tot Hannan die hem zijn volledige steun toezegde. Het idee werd voorgelegd aan de vergadering van de CYMS en unaniem aangenomen. De inspiratie voor de naam van de nieuwe club ontleende Whelahan aan de Ancient Order of Hibernians, een oud Iers broederschap met vestigingen over de hele wereld. Het woord ‘Hibernians’ was afgeleid van 'Hibernia', de oude Romeinse naam voor het Ierse eiland. Op 6 augustus 1875 werd in het hoofdkwartier van de CYMS in St. Mary's Street de Hibernian Football Club opgericht. Behalve door haar naam profileerde Hibernian zich als club van het Ierse bevolkingsdeel door haar logo (de Ierse harp) en clubmotto “Erin Go Bragh”. Hibernian was direct verbonden aan de CYMS van de St. Patrick’s Church. Van de leden werd verwacht dat ze praktiserend katholiek waren.

### De eerste jaren (1876-1878)

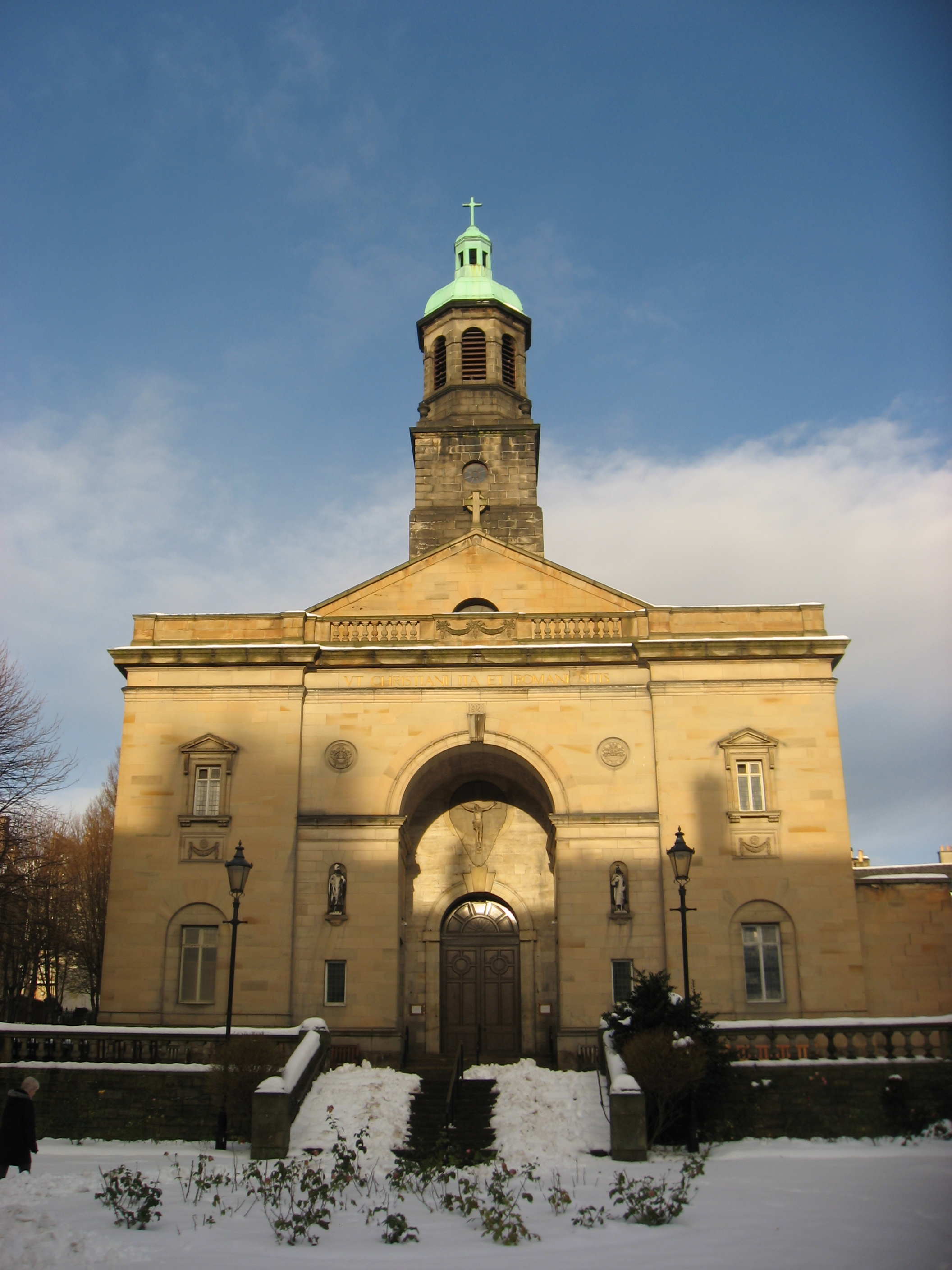
De St. Patrick's Church

Net als de andere clubs in Edinburgh gebruikte Hibernian de Meadows, een park ten zuiden van de oude binnenstad, als trainingslocatie. Ter bescherming tegen anti-katholieke straatbendes werd de club vergezeld door Ierse arbeiders die voornamelijk werkzaam waren in de spoorwegindustrie. Zij fungeerden als bodyguards en de eerste supportersschare van de club. Het zou echter nog even duren voor er een wedstrijd kon worden gespeeld. De Schotse voetbalbond weigerde Hibernian het lidmaatschap met het argument dat zij diensten leverden voor Schotten en niet voor Ieren. De voetbalbond van Edinburgh nam dit besluit over en verbood andere clubs tegen Hibernian uit te komen. Het eerste team dat tegen dit verbod inging was de latere rivaal Heart of Midlothian. Op eerste kerstdag 1875 speelde Hibernian op de Meadows haar eerste wedstrijd, die met 1-0 werd gewonnen door het meer ervaren Hearts. Hierna waren meer clubs bereid om tegen de Ieren uit te komen en uiteindelijk gingen ook de nationale en stedelijke voetbalbonden overstag. In 1876 werd Hibernian toegelaten tot de Edinburgh F.A. Cup, het bekertoernooi van de stedelijke bond. Vanaf 1877 mocht de club eveneens deelnemen aan het nationale bekertoernooi. Een competitie bestond er destijds nog niet.
In 1878 haalde Hibernian de finale van de Edinburgh F.A. Cup, waar Heart of Midlothian de tegenstander was. De relatie tussen de twee clubs was al flink bekoeld na ongeregeldheden rondom een nationale bekerwedstrijd in 1877, waar Hibernian met een 2-1-overwinning van het veld was gestapt. De finale zou uiteindelijk pas in de vijfde wedstrijd worden beslist in het voordeel van Hearts, nadat de eerste vier wedstrijden allemaal in een gelijkspel waren geëindigd. In de geschiedenisboeken van Hibernian wordt beschreven hoe de Ierse club op een verscheidenheid aan manieren werd benadeeld door de scheidsrechters en de stedelijke voetbalbond, terwijl de kronieken van Heart of Midlothian de nadruk leggen op het agressieve gedrag van de Ierse aanhang van Hibs. Waar geen discussie over bestaat is dat de Edinburgh F.A. Cup finale van 1878 eraan bijdroeg dat Hibs en Hearts de andere clubs in de stad achter zich lieten en steeds meer werden gezien als de twee voetbalgrootmachten van Edinburgh. De verhoudingen tussen beide clubs zouden in de jaren daarna echter niet verbeteren.

### Op weg naar de top (1879-1887)
De verloren finale van de Edinburgh Cup in 1878 was snel vergeten nadat Hibernian tussen 1879 en 1887 de prijs acht keer won. Enkel in 1883 ging de eindoverwinning aan de club voorbij toen Hibs vanwege een lange lijst aan blessures geen team op de been kon brengen voor de finale. Na in de eerste jaren van haar bestaan op verschillende locaties in de stad te hebben gespeeld kreeg Hibernian in 1880 de beschikking over haar eigen accommodatie. De club ging spelen op een veld nabij Easter Road, de weg van Edinburgh naar de havenstad Leith. Het veld werd voorzien van een tribune om de groeiende publieke belangstelling aan te kunnen en gedoopt tot Hibernian Park. Met de verhuizing naar Easter Road trok Hibernian steeds meer publiek uit Leith. De havenstad was een onafhankelijke bestuurlijke eenheid totdat deze in 1920 bij Edinburgh werd ingelijfd. Evenals de Schotse hoofdstad kende Leith een Ierse gemeenschap van enig formaat, die vooral werkzaam was in de havenindustrie. De relatie die Hibs in deze jaren met Leith opbouwde zou later van levensbelang blijken voor het voortbestaan van de club.
Hibernian werd inmiddels niet meer enkel omarmd door de Ieren van Edinburgh en Leith, maar kon overal waar zij kwam in het land rekenen op steun van de lokale Ierse bevolking. Vooral bij uitwedstrijden in Glasgow kreeg de club standaard een warm onthaal van de plaatselijke Ierse gemeenschap. In de ogen van Canon Hannan diende de club zich in eerste plaats te richten op liefdadigheid. Het geld van de toegangskaarten kwam vooral ten goede aan de arme Ierse gemeenschap van Edinburgh, maar de club leende zich ook voor benefietwedstrijden voor andere goede doelen. Hibernian diende als voorbeeld voor een heleboel andere Ierse clubs die overal in Schotland werden opgericht.
Ook op sportief vlak deed Hibernian van zich spreken. In 1884 haalde de club de halve finale van de Schotse beker waar het befaamde Queen's Park echter met 5-1 te sterk was. In 1885 en 1886 was de club weer goed genoeg voor een halve finaleplaats, maar beide keren moest het de overwinning laten aan Renton, een andere voetbalgrootmacht uit het westen van het land. In 1887 was het succes dan toch daar. In de finale van het nationale bekertoernooi was Hibernian met 2-1 te sterk voor Dumbarton en werd daarmee de eerste club uit het oosten van Schotland die de beker wist te winnen. In datzelfde jaar veroverde Hibernian ook de officieuze wereldtitel. De wedstrijd tussen de Schotse bekerwinnaar en de Engelse topploeg Preston North End werd in de tijd dat voetbal nog niet zo wijdverbreid was als tegenwoordig beschouwd als een wereldkampioenschap. In Edinburgh werd het 2-1 voor Hibernian.
Ondanks de sportieve successen lag de club nog geregeld overhoop met de autoriteiten. De voetbalbond van Edinburgh hanteerde de regel dat enkel lokale spelers voor de clubs uit de hoofdstad mochten uitkomen. Deze beperking was extra hinderlijk voor Hibernian dat door haar eigen beleid al enkel praktiserende katholieken toestond om lid te worden. In 1883 besloot de club aan de regel voorbij te gaan en drie spelers van buiten Edinburgh in het team op te nemen. Dit leidde tot oproer in de stad en vooral Hearts drong aan op een schorsing. Uiteindelijk wist de club de bond echter te overtuigen om de regel te schrappen. Een andere controverse deed zich voor omtrent vermeende betalingen aan sterspeler Willie Groves. Omdat professionalisme pas in 1893 zou worden toegestaan stelde de voetbalbond een onderzoek in. Een dag na de gewonnen finale van 1887 moest de clubsecretaris op een zitting verschijnen, waar een veroordeling zelfs tot inname van de zojuist gewonnen beker had kunnen leiden. De club en speler werden echter van de aanklacht vrijgesproken.

### Crisis en ondergang (1888-1891)

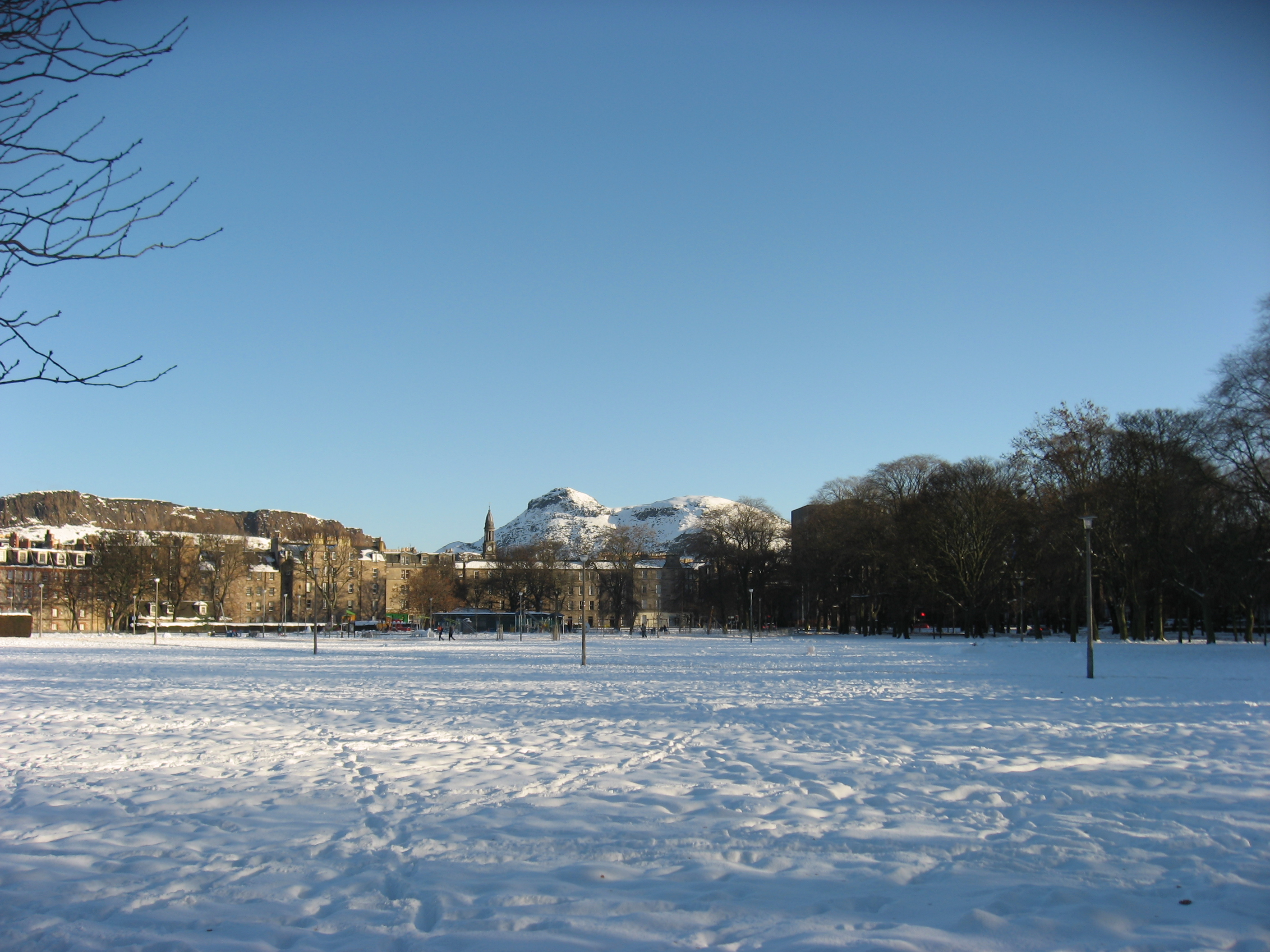
De Meadows in 2010

Tijdens de in Glasgow gespeelde bekerfinale van 1887 was Hibernian luid toegejuicht door de lokale Ierse bevolking. Dit gaf enkele vooraanstaande leden van de Ierse gemeenschap van de stad het idee dat een Ierse club in Glasgow weleens een groot succes zou kunnen worden. De katholieke geestelijke Brother Walfrid nam het voortouw. Hij had een club voor ogen die naar het voorbeeld van Hibernian zou dienen als liefdadigheidsinstelling voor de Ierse bevolking van Glasgow. De naam Glasgow Hibernian werd overwogen, maar uiteindelijk werd er gekozen voor Celtic Football Club. Hibernian verleende Celtic in haar beginjaren alle steun. Omdat Celtic zelf nog geen elftal had speelde Hibs tegen Cowlairs in de openingswedstrijd van het nieuwe Celtic Park. Hierna leende Hibernian regelmatig haar spelers uit aan Celtic. In de eerste officiële wedstrijd van Celtic, een 5-2-overwinning op Rangers in 1888, bestond het team van de Ieren uit Glasgow uit niet minder dan acht spelers van Hibernian. De visie van Brother Walfrid werd echter snel terzijde geschoven. De club kwam in handen van de zakenman John Glass die vooral het sportieve potentieel van Celtic wilde benutten. Hij runde de club als een professionele instelling en had weinig oog voor het vergaren van financiële steun voor liefdadigheidsprojecten. Dit bracht Brother Walfrid ertoe om zich af te keren van Celtic en een eigen club genaamd Glasgow Hibernian op te richten. Deze vereniging was echter geen lang leven beschoren.
De oprichting van Celtic betekende het einde van de successen voor Hibernian. John Glass lokte het grootste gedeelte van het team van Hibs naar Glasgow. Mogelijk zouden illegale betalingen de spelers ertoe hebben aangezet om Hibernian te verlaten voor Celtic. Meer tegenslag volgde spoedig. De Ierse gemeenschap van Edinburgh was altijd nauw betrokken geweest bij de politieke campagne voor zelfbeschikking in het thuisland. Op bijeenkomsten van de CYMS werd openlijk de steun uitgesproken voor de Plan of Campaign and Boycotting van de partijen die zich inzetten voor Home Rule. De katholieke kerk had dit plan echter afgewezen. Om deze reden viel het in slechte aarde bij de aartsbisschop van Saint Andrews en Edinburgh dat de CYMS instellingen van de kerk gebruikte om bijeenkomsten te beleggen waar de steun voor de Ierse onafhankelijkheidsbeweging werd uitgesproken. Hierop werd de president van de CYMS, Michael Flannigan, door de aartsbisschop uit zijn functie gezet. Als steunbetuiging aan Flannigan legde een groot aantal functionarissen van de CYMS hun functie neer. Hibernian, dat nog steeds vanuit de CYMS werd geleid, kwam hierdoor zonder goed bestuur te zitten. Tot overmaat van ramp werd ook de huur van de grond waarop het stadion van de club stond niet verlengd. Slechts binnen enkele jaren na het winnen van de nationale beker zat de club zonder presentabel elftal, bestuur en speelveld. Spoedig verloor Hibernian ook haar lidmaatschap van de voetbalbonden van Schotland en Edinburgh. Alsof het allemaal nog niet erg genoeg was overleed Canon Hannan in 1891 aan de gevolgen van een longontsteking. Op dat moment was de club die hij mede had helpen oprichten zo goed als ontbonden.

### Een nieuw begin (1891-1893)

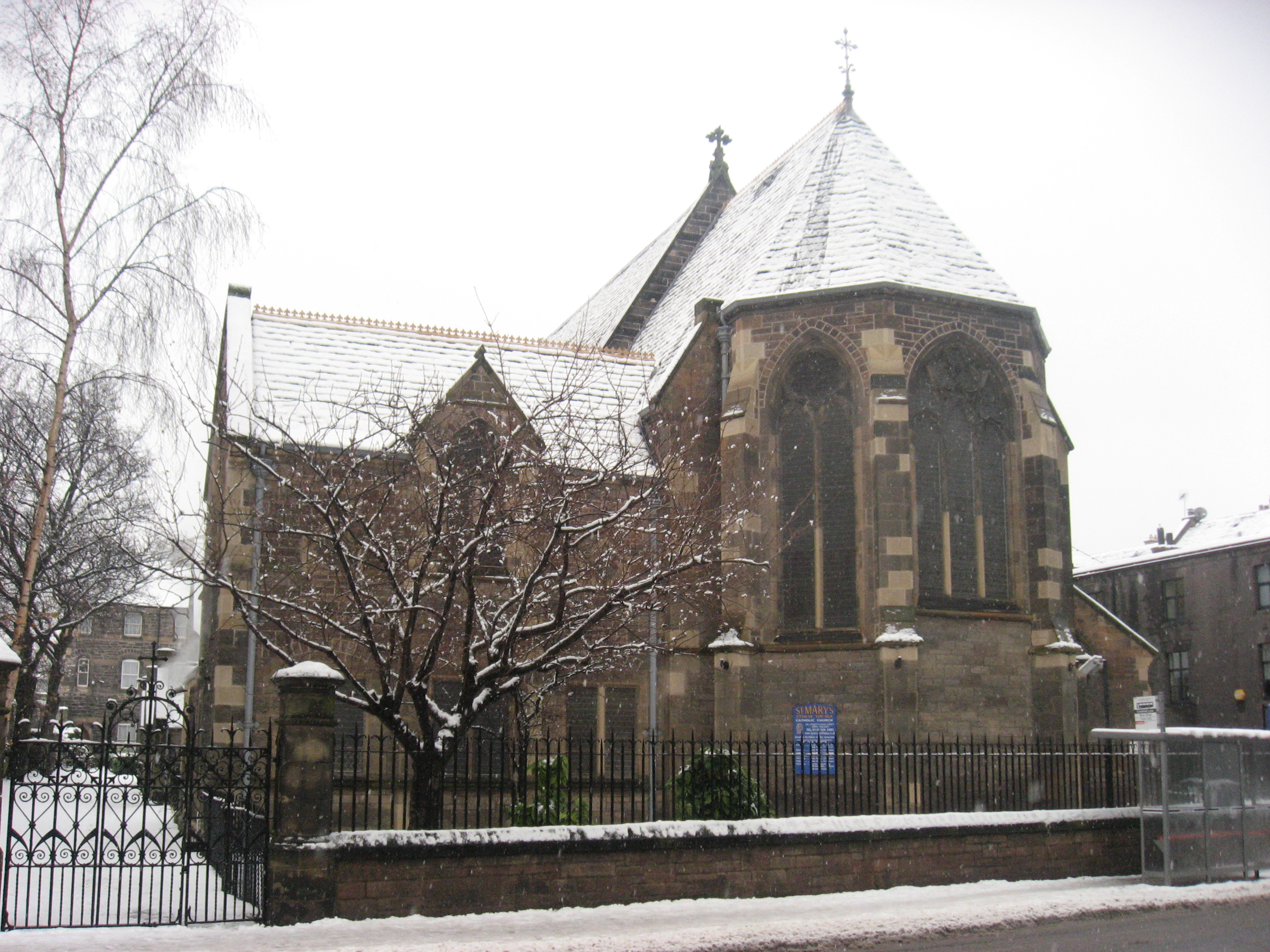
De St. Mary Star of the Sea Church in Leith

Het stokje werd overgenomen door de Ierse gemeenschap van Leith. Sinds de verhuizing naar Hibernian Park had de bevolking van de havenplaats de club omarmd en zij wilde haar nu niet ten onder laten gaan. Leith had met de St. Mary Star of the Sea Church haar eigen katholieke kerk. Ook aan deze kerk was een vestiging van de CYMS verbonden. Het waren de leden van deze organisatie die onder de leiding van Philip Farmer het initiatief namen om Hibernian nieuw leven in te blazen. In 1891 ging de club zelfs officieel door het leven als ‘Leith Hibernian’ en speelde verschillende vriendschappelijke wedstrijden in Edinburgh en Leith. De laatste spelers van enig niveau hadden inmiddels echter ook de overgang naar Celtic gemaakt. Omdat er op de korte termijn geen nieuw speelveld kon worden gevonden werd er in het gehele kalenderjaar 1892 geen wedstrijd gespeeld. In 1893 werd er dan toch een permanent veld gevonden, gelegen op slechts enkele tientallen meters van de plek van Hibernian Park. Tot op de dag van vandaag speelt Hibernian haar thuiswedstrijden op deze locatie. Vanaf 1893 werd de naam terugveranderd naar het oorspronkelijke ‘Hibernian’ en werd de club opnieuw lid van de nationale en stedelijke voetbalbonden. De belangrijkste verandering was echter het besluit dat de club voortaan zou worden geleid als een onafhankelijke professionele organisatie en de banden met de CYMS zouden worden verbroken. Ook werd de regel geschrapt dat enkel katholieken zich bij de vereniging mochten aansluiten.

### Nieuwe successen (1894-1903)
In 1890 was de Schotse competitie van start gegaan, maar omdat Hibernian in die tijd stuurloos had rondgedobberd behoorde de club niet tot de elf stichters en oorspronkelijke deelnemers van de Schotse Football League. In 1893 richtte Hibs met enkele andere clubs die bij de oprichting van de Football League buiten de boot waren gevallen Division Two op. Deze competitie werd in 1894 meteen door Hibernian gewonnen, maar in een tijd waarin automatische promotie nog niet bestond was zij voor deelname aan ’s lands meest prestigieuze competitie afhankelijk van de beslissing van de clubs in de Football League. Deze gingen echter voorbij aan Hibernian en bepaalden dat Clyde, dat in Division Two als derde was geëindigd, in het seizoen 1894/95 tot de Football League mocht toetreden. Onder anderen Celtic en Hearts stemden tegen de toetreding van Hibernian. Toen Hibs in 1895 echter de titel in Division Two prolongeerde kon de club deelname aan de Football League niet meer worden onthouden en werd zij toegelaten tot het hoogste niveau. Een jaar later volgde er bijna bekersucces toen Hibs in de finale van de Schotse Cup rivaal Heart of Midlothian tegenover zich vond. Tot op heden is deze in Edinburgh afgewerkte finale, die met 3-1 werd gewonnen door Hearts, de enige eindstrijd van de Schotse cup die buiten Glasgow is gespeeld. Nieuwe hoofdprijzen lieten echter niet lang op zich wachten. In 1902 werd Celtic met 1-0 verslagen in de finale van de beker. In 1903 werd daar de eerste landstitel van de club aan toegevoegd.

### Magere jaren (1904-1914)
Het werd spoedig duidelijk dat een tweede landstitel voorlopig uit het hoofd kon worden gezet. Het kampioenselftal van 1903 viel snel uit elkaar. De club zag met name veel spelers vertrekken naar Engeland. Tussen 1904 en 1914 schommelde Hibernian tussen de 5e en 13e plaats, in een competitie waarvan het aantal clubs in deze periode varieerde tussen de 14 en 20. De eerste jaren van de twintigste eeuw stonden vooral in het teken van een geplande verhuizing naar Piershill, zo’n anderhalve kilometer ten oosten van het toenmalige stadion. Vooral het schuin aflopende veld maakte van Easter Road een minder geschikte locatie voor professioneel voetbal. De verhuizing werd echter verhinderd door de North British Railway die vanwege een geplande spoorlijn over het terrein een zaak aanspande tegen de bouw van het voetbalstadion. De zaak werd verloren door de voetbalclub en hoewel de spoorlijn er nooit kwam, bleef Hibernian op haar oude locatie. Op kerstdag 1909 deed zich een tragedie voor toen de 23-jarige James Main een onbedoelde trap in zijn maag kreeg tijdens de uitwedstrijd tegen Partick Thistle. Main, die eerder dat jaar zijn eerste wedstrijd voor het Schotse nationale elftal had gespeeld, overleed vier dagen later aan inwendige verwondingen. Aan de vooravond van de Eerste Wereldoorlog stond Hibernian op de drempel van nieuw bekersucces. Voor het eerst sinds 1902 wist de club door te stoten tot in de finale van de Schotse Cup, waar het net zoals twaalf jaar daarvoor Celtic tegenover zich vond. Nadat de eerste wedstrijd in 0-0 was geëindigd, ging Hibernian in de replay echter met 4-1 ten onder.

### Tijdens de oorlog (1914-1918)
Het uitbreken van de Eerste Wereldoorlog had grote gevolgen voor het Schotse voetbal. Ondanks dat de toeschouwersaantallen kelderden, zag de Britse overheid graag dat de sport werd voortgezet om als afleiding te dienen van eventueel slecht oorlogsnieuws. Het competitievoetbal werd hierop voortgezet, maar het Schotse bekertoernooi werd opgeschort zolang de strijd aanhield. Omdat er gedurende de oorlog steeds meer manschappen nodig waren aan het front, werd het voor de clubs steeds moeilijker om spelers te vinden. Dit werd mede veroorzaakt door de extra sociale druk op voetballers om dienst te nemen. De clubs in het oosten van het land bevonden zich hiermee in een verslechterde concurrentiepositie ten opzichte van de clubs in het westen, waar er meer grote industrie aanwezig was waar werknemers voor nodig waren en er dus meer potentiële spelers beschikbaar bleven. Dit droeg eraan bij dat Hibs tussen 1915 en 1918 niet wegkwam van de onderste plaatsen op de ranglijst. In 1917 stopten de Oost-Schotse clubs Aberdeen, Dundee en Raith Rovers met competitievoetbal, waardoor de Schotse oostkust in het seizoen 1917-1918 enkel werd vertegenwoordigd door Hibs en Hearts. Voor Hibernian zag het er op financieel en sportief gebied tevens niet goed uit. Het wordt toegeschreven aan de enorme inzet van clubsecretaris en trainer Dan McMichael dat Hibernian gedurende de oorlog actief bleef op het voetbalveld. Net nadat de strijd gestaakt was verloor Hibs haar waardevolle clubman. In 1919 overleed McMichael aan de gevolgen van de Spaanse griep.

### Het geroemde elftal (1919-1925)
Zoals elke Britse voetbalclub zag Hibernian enkele van haar spelers niet terugkeren van het front. De club had zelf de oorlogsjaren maar ternauwernood overleefd en was in de eerste jaren van het interbellum geen sportieve hoogvlieger. In het begin van de jaren ’20 werd er echter een team geformeerd dat hoge ogen zou gooien in het Schotse voetbal. Tussen 1923 en 1924 haalde de club tweemaal op rij de finale van het nationale bekertoernooi, maar moest beide keren de eindoverwinning laten aan de tegenstander. In 1925 behaalde het elftal met een derde plaats zijn hoogste eindklassering in de competitie. Intussen had de club haar toekomst aan Easter Road zeker gesteld. In 1922 was er een 25-jarige huurovereenkomst van de stadiongrond overeengekomen. Tussen 1922 en 1924 werd het stadion grondig verbouwd en gemoderniseerd. Het hellende speelveld werd tijdens deze werkzaamheden rechtgetrokken.

### Bestuurlijke transformatie (1925-1939)
In de tweede helft van de jaren ’20 begon het geroemde elftal uit elkaar te vallen. Hierdoor zakte Hibernian steeds verder op de ranglijst weg. Ook financieel zag het er niet goed uit. De effecten van de Grote Depressie brachten veel clubs op de rand van een faillissement. Hibernian was in financieel opzicht nog eens extra kwetsbaar door de recente investeringen in het stadion. Deze verbouwingen waren gefinancierd met de verstrekking van obligaties, waardoor een groeiend aantal mensen een financieel belang kreeg in de prestaties van Hibernian. Alle aandelen in Hibernian waren in handen van een klein aantal Ierse families dat vooral vanwege emotionele betrokkenheid in de club investeerde. Enkele van de obligatiehouders kwam echter van buiten de Ierse gemeenschap en maakte zich wel zorgen om de uitbetaling van hun investering. Op aandringen van de obligatiehouders werd het aandelenkapitaal uitgebreid zodat buitenstaanders tevens aandelen konden vergaren en de club niet enkel meer zou worden geleid door de oude Ierse kliek. Ook het zittende bestuur zag in dat nieuw bloed in het bestuur de club geen slecht zou doen. In 1931 werd de protestantse zakenman Harry Swan, een van de obligatiehouders die had aangedrongen op medezeggenschap, in het bestuur van de club gekozen. Voor het eerst in de geschiedenis van Hibernian zou de club mede worden geleid door iemand van buiten de Ierse gemeenschap. Ondanks zijn afkomst had Swan niet enkel een zakelijk belang in de club. In zijn jeugd was hij aanhanger geweest van Leith Athletic, totdat hij bij een bezoek aan de derby tussen Hibs en Hearts aankondigde een fanatiek supporter te worden van de club die de wedstrijd zou winnen. Hibernian versloeg Hearts en sindsdien was Swan een vaste volger van de groen-witten. De sportieve neergang kon intussen niet worden afgewend. Net voor de aanstelling van Swan was Hibernian voor het eerst in haar bestaan gedegradeerd naar het tweede niveau.
De aanstelling van Swan was aanvankelijk geen succes. Hibernian eindigde in haar eerste seizoen in de Second Division op een teleurstellende zevende plaats en was daarmee slechts de vierde club van Edinburgh, achter Hearts, Leith Athletic en St. Bernard's. Swan had er geen vrede mee dat de club niet werd gerund zoals hij voor ogen had en legde na negen maanden alweer zijn functie neer. Een jaar later zag het er echter een stuk zonniger uit. Hibernian werd kampioen van de Second Division en keerde daarmee terug op het hoogste niveau. Het vervroegde aftreden van Swan leidde er niet toe dat Hibernian opnieuw verwerd tot louter een zaak van de Ierse gemeenschap. De Engelsman Thomas Hartland was al voor de promotie toegetreden tot het bestuur en toen bij terugkeer op het hoogste plan de functie van voorzitter beschikbaar kwam, kreeg Harry Swan tot zijn eigen verrassing de baan aangeboden. Hij accepteerde en onder zijn leiding werd de weg omhoog ingeslagen. De eerste jaren terug in de First Division stonden nog in het teken van overleven en degradatie lag voortdurend op de loer. In 1936 wist Swan echter de trainer Willie McCartney los te werken bij Heart of Midlothian. De voetbalmanager had zestien jaar voor Hearts gewerkt, maar was vanwege een intern conflict bereid om de overgang naar de rivaal te maken. Aan zijn hand verliet Hibernian de onderste plaatsen en begon weer omhoog te kijken.

### De gouden jaren en deFamous Five(1940-1953)
De Tweede Wereldoorlog verliep voor Hibernian een stuk beter dan de eerste. Willie McCartney slaagde erin om veel jong talent naar Easter Road te lokken. Daarnaast voegde zich enkele ervaren spelers bij het groen-witte team. De meest bekende van hen was Matt Busby, die later faveure zou maken als manager van Manchester United. Vanwege de oorlog waren de competitie en Schotse beker stil komen te liggen. In plaats daarvan werden de Southern League en Summer Cup opgezet. Op laatstgenoemde prijs wist Hibs in 1941 beslag te leggen. In de finale tegen Rangers werd een 0-2-achterstand omgezet in een 3-2-overwinning. In de eerstvolgende ontmoeting met Rangers, een duel in de Southern League, zette Hibernian een historische uitslag neer door de club uit Glasgow met 8-1 te verslaan. Desondanks was Rangers de meest succesvolle club in de oorlogsperiode. De blauw-witten wonnen alle edities van de Southern League. Hibernian ontpopte zich in deze jaren echter als de grootste uitdager van de topclub uit Glasgow.
Met het einde van de strijd op het Europese continent werden de reguliere competitie en bekertoernooi hervat. Hibernian deed meteen een greep naar beide prijzen, maar moest tweemaal genoegen nemen met zilver. In de competitie eindigde het elftal van McCartney op een tweede plaats achter Rangers en in de finale van de beker was Aberdeen te sterk. Een hoofdprijs liet echter niet lang op zich wachten. In 1948 trok de ploeg uit Edinburgh aan het langste eind in de titelstrijd met Rangers en veroverde daarmee de tweede landstitel uit de clubgeschiedenis. McCartney maakte het succes niet meer mee. Hij overleed eerder dat jaar aan de gevolgen van een hartstilstand. Hij werd opgevolgd door Hugh Shaw, die als speler deel had uitgemaakt van het geroemde elftal uit de jaren '20.
De toeschouwersaantallen waren in deze periode zeer hoog. In de jaren direct na de oorlog genoten alle Britse sportevenementen een verhoogde belangstelling. Harry Swan liet de tribunes verder ophogen en dacht op een gegeven moment zelfs aan een stadion met 98.000 plaatsen. Het toeschouwersrecord voor Easter Road werd uiteindelijk gevestigd op 2 januari 1950 toen er iets meer dan 65.000 supporters vanuit de krappe staantribunes de derby tegen Hearts gadesloegen.
Intussen was er aan Easter Road een bijzondere aanvalslinie gevormd. In 1941 had McCartney de jonge vleugelspits Gordon Smith naar Hibernian gehaald. Smith had meteen zijn waarde bewezen door bij zijn debuut een hattrick te scoren tegen Hearts. Gelijk na de oorlog kreeg Smith gezelschap van de aanvallers Willie Ormond, Eddie Turnbull en Lawrie Reilly die allen in 1946 hun debuut maakten voor de club. Toen in 1949 de jeugdspeler Bobby Johnstone doorbrak in het eerste team was de aanvalslinie compleet. Het gezelschap van Smith, Ormond, Turnbull, Reilly en Johnstone zou de geschiedenis ingaan als de Famous Five. Alle vijf zouden ze in hun carrière meer dan 100 doelpunten maken voor Hibernian. Aan de hand van de geroemde aanvalslinie behaalde Hibernian in 1951 en 1952 haar derde en vierde landstitel. Een vijfde landstitel in 1953 bleef net uit. Aan het einde van het seizoen had Hibernian evenveel punten als Rangers. Hibernian had het betere doelsaldo, maar omdat destijds bij een gelijk aantal punten het doelpuntengemiddelde de doorslag gaf, ging de titel naar de ploeg uit Glasgow.
Bekersucces was aan de Famous Five niet besteed. Tussen 1950 en 1954 haalde Hibernian driemaal de halve finale en eenmaal de eindstrijd van de in 1946 opgerichte League Cup. In 1953 drong de ploeg eveneens door tot de eindstrijd van de Coronation Cup, een toernooi met clubs uit zowel Schotland als Engeland ter ere van de kroning van Elizabeth II. De hoofdprijs moest echter steeds aan anderen worden gelaten.

### Val uit de top en Europa Cup (1953-1960)
Na de tweede plaats in 1953 begon het bergafwaarts te gaan. Lawrie Reilly kwam in conflict met de clubleiding en begon daarna te kampen met zijn gezondheid. Gordon Smith brak zijn been in 1954 en in 1955 viel de Famous Five definitief uit elkaar toen Bobby Johnstone werd verkocht aan Manchester City. In de jaren daarna eindigde de club tweemaal vijfde en één keer vierde en zakte vervolgens af naar de middenmoot. Stadsgenoot Hearts nam de status van Edinurghs beste voetbalclub intussen over.
Op initiatief van de internationaal georiënteerde Harry Swan had Hibernian na de oorlog verschillende buitenlandse reizen gemaakt. In 1953 werd er zelfs deelgenomen aan een toernooi in Brazilië. Ondanks dat de club er geen wedstrijd wist te winnen – er werd verloren van Botafogo en Fluminense en gelijkgespeeld tegen de latere winnaar Vasco da Gama – liet het Schotse elftal een goede indruk achter. Eind jaren ’60 verscheen er in een Braziliaanse voetbalencyclopedie zelfs een stuk hoe Hibernian van invloed was geweest op het zo succesvolle Braziliaanse elftal. Op een van de buitenlandse reizen was Harry Swan geïnspireerd geraakt door de lichtinstallaties van sommige clubs waardoor voetbal in de avonduren een mogelijkheid werd. Swan zorgde dat Easter Road over lichtmasten kwam te beschikken en werd een verwoed voorvechter van het gebruik van kunstlicht in het Schotse voetbal.
De bouw van een lichtinstallatie om het veld zorgde er mede voor dat Hibernian in 1955 werd uitgenodigd om deel te nemen aan de allereerste editie van de Europa Cup. Hoewel de Hibs in de competitie vier clubs voor zich had moeten laten, had zij wel de naam en faciliteiten die haar tot een interessante deelnemer maakte. Omdat er uit Engeland en Schotland verder geen clubs deelnamen werd Hibernian de eerste Britse club in een Europees toernooi. Deze mijlpaal wordt door de supporters van Hibernian nog graag benadrukt. De Europa Cup werd een redelijk succes. In de eerste ronde rekende het team van Hugh Shaw af met de Duitse kampioen Rot-Weiss Essen. Na een 0-4 overwinning in Duitsland volstond thuis een 1-1 gelijkspel. In de kwartfinale was Hibernian tweemaal te sterk voor Djurgårdens IF uit Zweden. In de halve finale werd er echter verloren van het Franse Stade de Reims met Raymond Kopa, dat in de finale zou verliezen van Real Madrid.
In eigen land kwam er voor de succesvolle generate van de jaren ‘50 nog één kans op een hoofdprijs. In 1958 werd de finale bereikt van de zo gewenste Schotse beker, waar echter Clyde met 1-0 te sterk was. De Famous Five verdween daarna volledig van Easter Road. Reilly was al voor de finale van 1958 gestopt met voetballen en een jaar later hing ook Eddie Turnbull zijn schoenen aan de wilgen. Bobby Johnstone keerde in 1959 terug bij Hibernian, maar verhuisde in 1961 opnieuw naar Engeland. Gordon Smith vertrok in 1959 naar rivaal Heart of Midlothian met wie hij nog een landstitel veroverde. Alleen Willie Ormond zou nog voor Hibernian uitkomen in het tweede Europese avontuur van de club. In 1960 nam Hibs deel aan de Jaarbeursstedenbeker, waar het in de kwart finale te sterk was voor FC Barcelona. In de halve finale moest het de overwinning echter laten aan de latere toernooiwinnaar AS Roma. De grote man bij Hibernian in deze tijd heette Joe Baker. De in Engeland geboren spits scoorde tussen 1957 en 1961 meer dan 100 doelpunten in het groen-witte shirt. In 1961 maakte hij een transfer naar het Italiaanse Torino. In datzelfde jaar stopte Ormond met voetballen.

### Jaren in de subtop (1960-1970)
Ook naast het veld zwaaide de succesvolle generatie van de jaren ’50 af. Kampioenstrainer Hugh Shaw vertrok en werd opgevolgd door Walter Galbraith. In 1963 liet ook Harry Swan en het voor gezien en droeg na meer dan 25 jaar de club te hebben geleid het stokje over aan William Harrower. Het seizoen daarvoor was Hibernian op een haar na ontsnapt aan degradatie. Bij zijn vertrek bevond de club zich zodoende in een vergelijkbare situatie als het moment van Swans aanstelling. Galbraith zorgde er met enkele goede aankopen echter voor dat de strijd tegen degradatie slechts een eenmalige zorg bleef. Wellicht de bekendste speler die onder zijn leiding debuteerde in het groen-wit was Pat Stanton, een verre achterneef van cluboprichter Michael Whelehan en een van de beste spelers uit de geschiedenis van de club. Nog beter ging het toen Galbraith in 1964 plaats maakte voor Jock Stein. Hij leidde de club in 1964 naar de overwinning in de Summer Cup en zag erop toe hij Hibernian in een oefenwedstrijd later dat jaar met 2-0 te sterk was voor het Real Madrid van Puskás en Gento. Onder zijn leiding deed Hibernian enige tijd mee om de landstitel, maar toen het nieuws bekend werd dat de manager de club na het seizoen alweer zo omruilen voor Celtic, kwam er zand in de machine. Uiteindelijk moest er genoegen worden genomen met een vierde plaats. Met Celtic zou Stein in 1967 beslag leggen op de Europa Cup I.
Stein werd opgevolgd Bob Shankly, de broer van de legendarische Liverpool manager Bill. De hoogste eindklassering onder zijn leiding was een derde plaats in 1968.
Hibernian nam in de jaren ’60 geregeld deel aan de Jaarbeursstedenbeker. In dit toernooi werden enkele overwinningen geboekt, zoals tegen een Utrechts selectie-elftal in 1962. In 1967 zette het team van Shankly echter de meest in het oog springende prestatie neer. Na in de eerste ronde FC Porto te hebben uitgeschakeld, leek het Italiaanse SSC Napoli de eindhalte te worden. In Italië ging Hibernian met 4-1 onderuit. In de terugwedstrijd op Easter Road werd Napoli-doelman Dino Zoff echter vijf keer gepasseerd zonder dat de Italianen tegen scoorden. Hibernian ging vervolgens in de achtste finale onderuit tegen Leeds United.
In 1967 nam het elftal van Hibernian deel aan een bijzondere competitie. In de zomermaanden zonder competitievoetbal in Schotland reisde de ploeg naar Noord-Amerika om deel te nemen aan de United Soccer Association. Dit was een competitie die louter bestond uit volledige elftallen van Europese en Zuid-Amerikaanse clubs, die uitkwamen onder de vlag van een Amerikaanse of Canadese stad. Het elftal van Hibernian vertegenwoordigde Toronto en ging zodoende voor enige tijd door het leven als Toronto City.
In 1970 verliet Shankly de club uit woede over de transfer van clubtopscorer Colin Stein naar Rangers. Ook Harrower hield het voor gezien en droeg Hibernian over aan Tom Hart. Na twee kortstondige verblijven van andere managers, stelde Hibernian in 1971 Eddie Turnbull aan als manager. Het voormalige lid van de Famous Five was zijn carrière als manager begonnen met Aberdeen, waar hij twee bekers had weten te winnen.

### Latere jaren

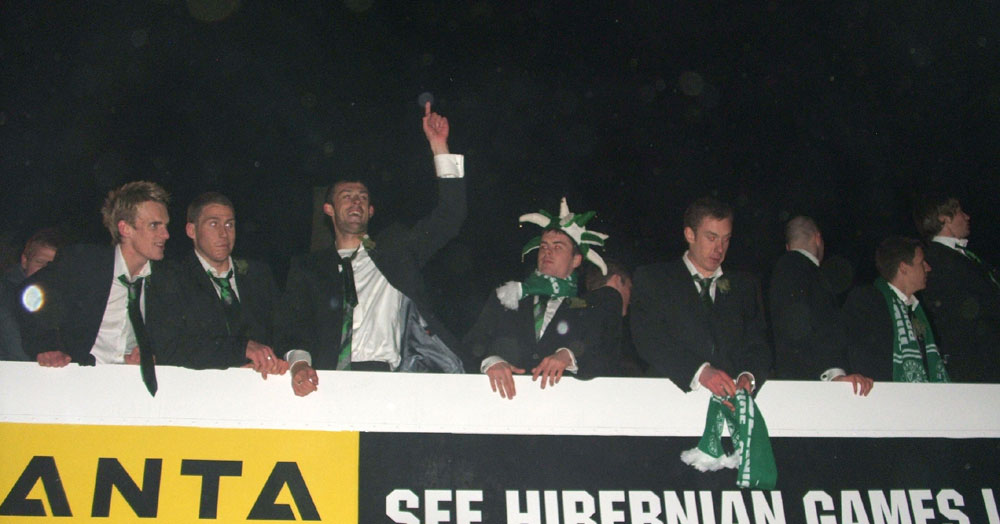
De selectie viert de winst van de League Cup in 2007.

Na het seizoen 1997/98 degradeerde de club naar de Scottish First Division. Daarin werd ze kampioen met een record van 89 punten (23 voor nummer twee Falkirk). In 2007 won Hibernian de Scottish League Cup. In de finale werd Kilmarnock met 5-1 verslagen.
Het seizoen 2009/2010 had voor Hibernian twee gezichten. Na een prima eerste seizoenshelft werd er in de tweede helft van het seizoen amper nog een wedstrijd gewonnen. Uiteindelijk eindigde de ploeg op de vierde plek en plaatste zich daarmee voor de Europa League. Tijdens het seizoen 2009/2010 werd de oude East Stand neergehaald en vervangen door een moderne tribune, waardoor Easter Road Stadium nu bestaat uit vier moderne tribunes en de capaciteit werd verhoogd tot net iets meer dan 20.000 zitplaatsen.
De negatieve resultaten uit de tweede helft van het seizoen 2009/2010 zetten zich voort in het seizoen 2010/2011. In de eerste ronde van de Europa League was het Sloveense Branik Maribor te sterk. In de eerste wedstrijd van de competitie werd er met 2-3 gewonnen bij Motherwell, maar daarna duurde het zeven wedstrijden voor de volgende overwinning kon worden bijgeschreven. In het begin van het seizoen verloor de club ook nog haar topscorer van het voorgaande seizoen, Anthony Stokes, aan Celtic. Vanwege de aanhoudende slechte resultaten legde trainer John Hughes begin oktober zijn functie neer. Hij werd opgevolgd door Colin Calderwood. Ook hij kon het tij echter niet keren en Hibernian bleef een laagvlieger in de Schotse competitie. Onder zijn leiding werd er op 10 november wel een opzienbarende 0-3 uitoverwinning geboekt op het tot dan toe nog ongeslagen Rangers. Drie dagen later werd Motherwell met 2-1 verslagen, maar nadien volgde in de competitie een serie van tien wedstrijden zonder zege. In de beker werd Hibernian uitgeschakeld door Ayr United, dat uitkwam op het derde niveau. In de gehele maand januari van 2011 werd er in zeven officiële wedstrijden geen enkel doelpunt gemaakt. Gedurende de transferperiode in het midden van het seizoen werd de selectie versterkt met in totaal zeven nieuwe spelers. De Nederlander Edwin de Graaf verliet de club in deze periode om op huurbasis uit te gaan komen voor Excelsior. In februari keerde het tij en werden er vijf overwinningen op rij geboekt. Na een uitoverwinning op Aberdeen op 9 april volgde echter wederom een beroerde serie waarin er in de laatste zes wedstrijden van het seizoen slechts één punt werd behaald. Hibernian eindigde het seizoen 2010/2011 op de tiende plek.

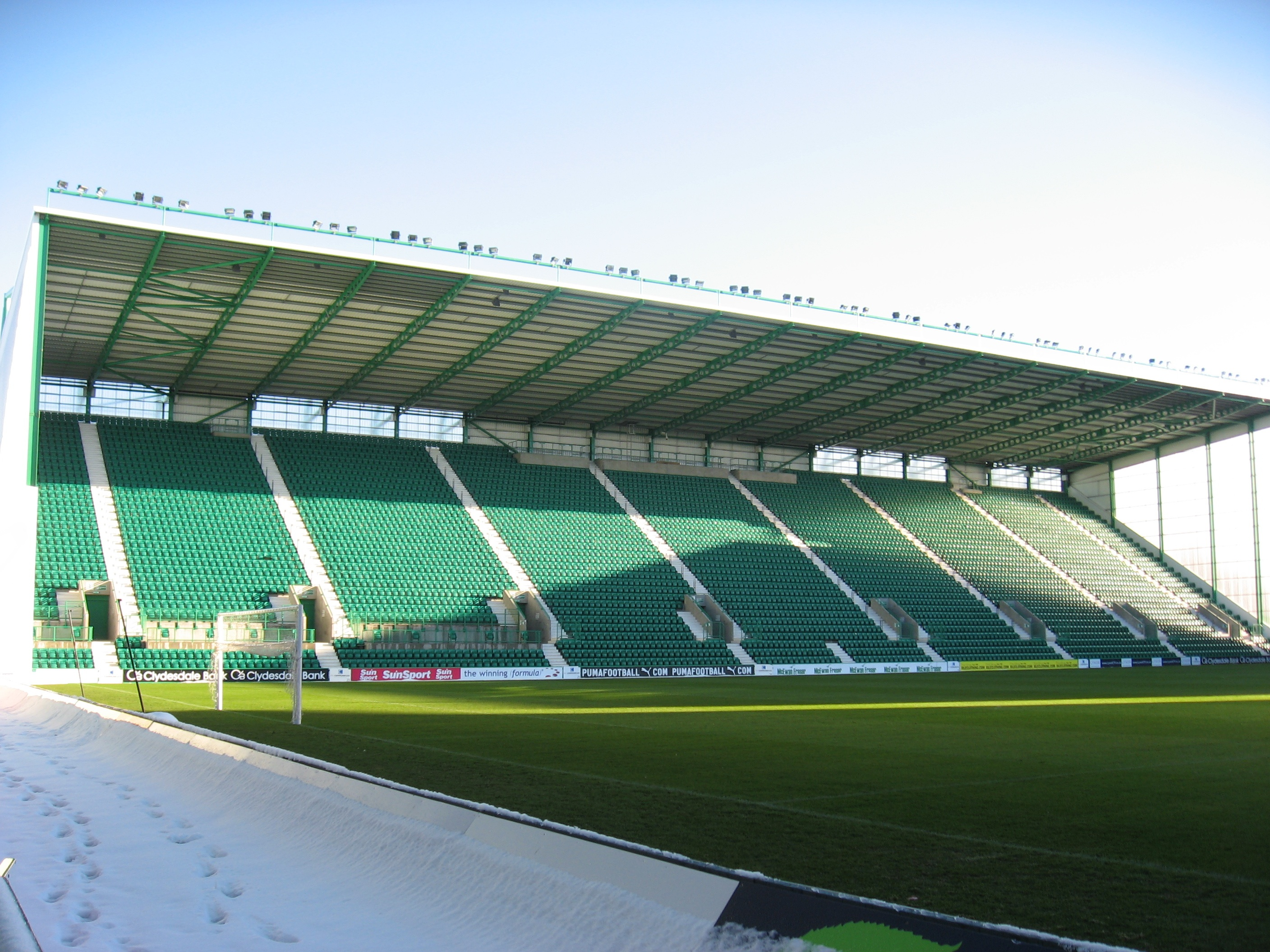
De nieuwe East Stand

De voorbereiding op het seizoen 2011/2012 werd gekenmerkt door speculaties rondom het vertrek van trainer Colin Calderwood. De Engelse clubs Nottingham Forest en Birmingham City verklaarden Calderwood graag te zien komen om de positie van assistent-trainer te vervullen, maar de clubs kwamen niet tot een akkoord met de clubleiding van Hibernian. Vanwege de aanhoudende slechte resultaten in de competitie werd Calderwood in november echter ontslagen. Met slechts 12 overwinning in 49 wedstrijden is hij een van de slechtste managers uit de geschiedenis van de club. Als vervanger werd Pat Fenlon van het Ierse Bohemian FC aangesteld. Fenlon leek een vliegende start te gaan maken toen zijn elftal in de rust van zijn eerste wedstrijd met 0-1 voorstond in de uitwedstrijd tegen Motherwell. Vanwege een brand in een lichtinstallatie van het stadion moest de wedstrijd echter worden afgebroken en wordt later in zijn geheel overgespeeld (met een 0-0 stand). Daarna volgden echter vier nederlagen en één gelijkspel. Zaterdag 14 januari behaalde Fenlon zijn eerste competitiezege in het degradatieduel met Dunfermline Athletic.
Hibernian won in het seizoen 2015/16 de Scottish Cup, voor de derde keer in de clubgeschiedenis en de eerste keer sinds 1902. Het won in de finale met 3-2 van Rangers FC door treffers van Anthony Stokes (2) en David Gray.

## Supporters
Door de katholieke oorsprong van Hibernian en de protestantse achtergrond van rivaal Hearts, is de derby van Edinburgh vergelijkbaar met de Old Firm, waar ook een Iers-katholieke club (Celtic) tegenover een club met een protestantse achtergrond (Rangers) staat. Anders dan bij de wedstrijd tussen Celtic en Rangers speelt religie in de derby van Edinburgh geen rol van betekenis meer. De aanhang van Hibernian en Hearts wordt bepaald door geografie in plaats van religie. Supporters van Hibernian zijn voornamelijk afkomstig uit de havenwijk Leith, in het oosten van Edinburgh, terwijl Hearts gevestigd is in Gorgie, in het westen van de stad.
Competitiewedstrijden van Hibernian op Easter Road trekken gemiddeld rond de 12.000 toeschouwers. Daarmee bevindt de club zich ook wat betreft de grootte van de aanhang in de subtop van het Schotse voetbal. Het aantal toeschouwers bij thuiswedstrijden loopt uiteen van 10.000 tot bijna 17.000 bij de topwedstrijden tegen Hearts, Celtic en Rangers.
Bekende supporters zijn de leden van The Proclaimers. Hun nummer Sunshine on Leith geldt als clublied.

## Erelijst
- Scottish Premier League

Winnaar (4): 1902/03, 1947/48, 1950/51, 1951/52
- Scottish Football League First Division/Scottish Championship

Winnaar (6): 1893/94, 1894/95, 1932/33, 1980/81, 1998/99, 2016/17
- Scottish Cup

Winnaar (3): 1887, 1902, 2016
Runner-up (11): 1896, 1914, 1923, 1924, 1947, 1958, 1972, 1979, 2001, 2012, 2013
- Scottish League Cup

Winnaar (3): 1973, 1992, 2007
Runner-up (7): 1951, 1969, 1975, 1986, 1994, 2004, 2016

## Overzichtslijsten

### Eindklasseringen
| 1 |

| 3 |

| 2 |

| 1 |

| 1 |

| 2 |

| 5 |

| 5 |

| 4 |

| 9 |

| 9 |

| 10 |

| 7 |

| 7 |

| 8 |

| 16 |

| 10 |

| 4 |

| 6 |

| 5 |

| 3 |

| 12 |

| 3 |

| 12 |

| 4 |

| 3 |

| 2 |

| 2 |

| 3 |

| 6 |

| 4 |

| 5 |

| 10 |

| 1 |

| 6 |

| 7 |

| 7 |

| 8 |

| 8 |

| 9 |

| 6 |

| 5 |

| 7 |

| 9 |

| 5 |

| 7 |

| 5 |

| 3 |

| 5 |

| 9 |

| 10 |

| 1 |

| 6 |

| 3 |

| 10 |

| 7 |

| 8 |

| 3 |

| 4 |

| 6 |

| 6 |

| 6 |

| 4 |

| 10 |

| 11 |

| 7 |

| 11 |

| 2 |

| 3 |

| 1 |

| 4 |

| 5 |

| 7 |

| 3 |

| 8 |

| 5 |

| 8 |

| 3 |

| Niveau 1 | Niveau 2 | Niveau 3 | Niveau 4 |

| Periode    | Niveau 1                | Niveau 2              | Niveau 3            | Niveau 4            |
| 1893-1975  | Division One            | Division Two          | Division Three      | --                  |
| 1975-1998  | Premier Division        | First Division        | Second Division     | Third Division      |
| 1998-2013  | Scottish Premier League | First Division        | Second Division     | Third Division      |
| 2013-heden | Scottish Premiership    | Scottish Championship | Scottish League One | Scottish League Two |

### Seizoensresultaten vanaf 1999
| Seizoen | Competitie              | Niveau | Eindstand | Tsch   | Scottish Cup | Opmerking |
| ------- | ----------------------- | ------ | --------- | ------ | ------------ | --- |
| 1998/99 | Scottish First Division | II     | 1         | ?      | 3e ronde     | Invoering Premier League                                                                                             |
| 1999/00 | Scottish Premier League | I      | 6         | 12.074 | halve finale | |
| 2000/01 | Scottish Premier League | I      | 3         | 10.852 | Finale       | < Celtic FC: 0-3 |
| 2001/02 | Scottish Premier League | I      | 10        | 11.952 | 4e ronde     | |
| 2002/03 | Scottish Premier League | I      | 7         | 10.499 | 4e ronde     | |
| 2003/04 | Scottish Premier League | I      | 8         | 10.534 | 3e ronde     | Finalist League Cup > Livingston FC: 0-2                                                                             |
| 2004/05 | Scottish Premier League | I      | 3         | 12.539 | halve finale | |
| 2005/06 | Scottish Premier League | I      | 4         | 13.567 | halve finale | |
| 2006/07 | Scottish Premier League | I      | 6         | 14.740 | halve finale | Winnaar League Cup > Kilmarnock FC: 5-1                                                                              |
| 2007/08 | Scottish Premier League | I      | 6         | 13.884 | 8e finale    | |
| 2008/09 | Scottish Premier League | I      | 6         | 12.684 | 4e ronde     | |
| 2009/10 | Scottish Premier League | I      | 4         | 11.806 | kwartfinale  | |
| 2010/11 | Scottish Premier League | I      | 10        | 11.673 | 4e ronde     | |
| 2011/12 | Scottish Premier League | I      | 11        | 9.909  | Finale       | < Heart of Midlothian FC: 1-5                                                                                        |
| 2012/13 | Scottish Premier League | I      | 7         | 10.489 | Finale       | < Celtic FC: 0-3 |
| 2013/14 | Scottish Premiership    | I      | 11        | 11.027 | 8e finale    | pd-wedstrijden > Hamilton Academical FC: 2-0 (U) / 0-2 (3-4 ns) (T)                                                  |
| 2014/15 | Scottish Championship   | II     | 2         | 10.170 | halve finale | League-topscorer: Jason Cummings (19); halve finale Play-offs > Rangers FC: 0-2 (U) / 1-0 (T)                        |
| 2015/16 | Scottish Championship   | II     | 3         | 9.339  | Winnaar      | < Rangers FC: 3-2; Finalist League Cup > Ross County FC: 1-2; halve finale Play-offs > Falkirk FC: 2-2 (T) / 2-3 (U) |
| 2016/17 | Scottish Championship   | II     | 1         | 15.394 | halve finale | League-topscorer ex aequo: Jason Cummings (19)                                                                       |
| 2017/18 | Scottish Premiership    | I      | 4         | 17.961 | 4e ronde     | |
| 2018/19 | Scottish Premiership    | I      | 5         | 17.474 | kwartfinale  | |
| 2019/20 | Scottish Premiership    | I      | 7         | 16.729 | halve finale | competitie na 30 wedstrijden afgebroken i.v.m. coronapandemie                                                        |
| 2020/21 | Scottish Premiership    | I      | 3         | 0      | Finale       | < St. Johnstone FC: 0-1                                                                                              |
| 2021/22 | Scottish Premiership    | I      | 8         | 15.045 | halve finale | Finalist League Cup > Celtic FC: 1-2                                                                                 |
| 2022/23 | Scottish Premiership    | I      | 5         | 17.447 | 4e ronde     | |
| 2023/24 | Scottish Premiership    | I      | 8         | 16.932 | kwartfinale  | |
| 2024/25 | Scottish Premiership    | I      | 3         | 17.777 | kwartfinale  | |
| 2025/26 | Scottish Premiership    | I      | .         |        |              | |

### Hibernian FC in Europa
Hibernian FC speelt sinds 1955 in diverse Europese competities. Hieronder staan de competities en in welke seizoenen de club deelnam:
- Europacup I (1x)

1955/56
- Europa League (5x)

2010/11, 2013/14, 2016/17, 2018/19, 2025/26
- Conference League (3x)

2021/22, 2023/24, 2025/26
- Europacup II (1x)

1972/73
- UEFA Cup (9x)

1973/74, 1974/75, 1975/76, 1976/77, 1978/79, 1989/90, 1992/93, 2001/02, 2005/06
- Intertoto Cup (3x)

2004, 2006, 2008
- Jaarbeursstedenbeker (7x)

1960/61, 1961/62, 1962/63, 1965/66, 1967/68, 1968/69, 1970/71

## Records
- Recordaantal toeschouwers: 65 860 tegen Hearts in 1950
- Grootste overwinning: 22-1 tegen de Black Watch Highlanders op 3 september 1881
- Grootste nederlaag: 0-10 tegen Rangers FC op 24 december 1898
- Speler met de meeste interlands: Lawrie Reilly (38 caps voor Schotland)
- Topscorer met de meeste goals in één seizoen: Joe Baker (42)

## Vrouwen

### In Europa
| Seizoen | Competitie              | Ronde | Land                          | Club                          | Uitslagen |
| ------- | ----------------------- | ----- | ----------------------------- | ----------------------------- | --------- |
| 2004/05 | UEFA Women's Cup        | 1e    | Vlag van Kroatië              | ZNK Maksimir                  | 5-0       |
|         | toernooi in Wezemaal    | 1e    | Vlag van België               | KFC Rapide Wezemaal           | 3-2       |
|         |                         | 1e    | Vlag van Servië en Montenegro | ZFK Niš                       | 1-4       |
| 2006/07 | UEFA Women's Cup        | 1e    | Vlag van Spanje               | RCD Espanyol                  | 1-4       |
|         | toernooi in Livingston  | 1e    | Vlag van Faeröer              | KÍ Klaksvík                   | 2-1       |
|         |                         | 1e    | Vlag van Frankrijk            | Juvisy FCF                    | 0-6       |
| 2007/08 | UEFA Women's Cup        | 1e    | Vlag van Oostenrijk           | SV Neulengbach                | 3-4       |
|         | toernooi in Neulengbach | 1e    | Vlag van Polen                | Ucziniowski Klub Sportowy GOL | 4-1       |
|         |                         | 1e    | Vlag van Ierland              | Mayo FC                       | 8-0       |